# 笹ヶ根
笹ヶ根（ささがね）は、愛知県名古屋市守山区にある地名。現行行政地名は笹ヶ根一丁目から笹ヶ根三丁目。住居表示未実施。

## 地理
名古屋市守山区北東部の志段味地区に位置する。東は平池東・花咲台・鼓が丘2丁目、北は吉根、西は吉根南、南は大字吉根に接する。南から北に向かって1丁目から3丁目が付番されている。

## 歴史

### 町名の由来
大字吉根の字笹ヶ根に由来する。

### 沿革
- 1984年（昭和59年）3月30日 - 吉根特定土地区画整理組合設立認可
- 2006年（平成18年）11月25日 - 守山区大字吉根字釜ヶ洞・字笹ヶ根・字太鼓ヶ根の各一部により笹ヶ根1丁目および笹ヶ根2丁目、大字吉根字釜ヶ洞・字笹ヶ根の各一部により笹ヶ根3丁目として成立[WEB 1]。

## 世帯数と人口
2019年（平成31年）4月1日現在の世帯数と人口は以下の通りである。
| 丁目         | 世帯数  | 人口    |
| ------------ | ------- | ------- |
| 笹ヶ根一丁目 | 321世帯 | 787人   |
| 笹ヶ根二丁目 | 203世帯 | 531人   |
| 笹ヶ根三丁目 | 143世帯 | 425人   |
| 計           | 667世帯 | 1,743人 |

### 人口の変遷
国勢調査による人口の推移
| 2010年（平成22年） | 1,503人 | [ WEB 7 ] |  |
| 2015年（平成27年） | 1,617人 | [ WEB 8 ] |  |

## 学区
市立小・中学校に通う場合、学校等は以下の通りとなる。また、公立高等学校に通う場合の学区は以下の通りとなる。
| 丁目         | 番・番地等 | 小学校               | 中学校               | 高等学校 |
| ------------ | ---------- | -------------------- | -------------------- | -------- |
| 笹ヶ根一丁目 | 全域       | 名古屋市立吉根小学校 | 名古屋市立吉根中学校 | 尾張学区 |
| 笹ヶ根二丁目 | 全域       | 名古屋市立吉根小学校 | 名古屋市立吉根中学校 | 尾張学区 |
| 笹ヶ根三丁目 | 全域       | 名古屋市立吉根小学校 | 名古屋市立吉根中学校 | 尾張学区 |

## 施設
- 名古屋市立吉根中学校
- イオン守山店

## 交通
- 町域東端部を愛知県道213号篠木尾張旭線が南北に通過する。
- 町域北端部を愛知県道15号名古屋多治見線が東西に通過する。

## その他

### 日本郵便
- 郵便番号 : 463-0812[WEB 4]（集配局：守山郵便局[WEB 11]）。

### WEB
1. 1 2  名古屋市役所市民経済局地域振興部住民課町名表示係 (2013年6月6日). “名古屋市守山区の一部で町名・町界変更を実施(平成18年11月25日実施)”.   名古屋市役所. 2014年11月30日閲覧。
2. ↑  “愛知県名古屋市守山区の町丁・字一覧”.   人口統計ラボ. 2019年5月8日閲覧。
3. 1 2  “町・丁目(大字)別、年齢(10歳階級)別公簿人口(全市・区別)”.   名古屋市 (2019年4月22日). 2019年4月23日閲覧。
4. 1 2  “郵便番号”.  日本郵便. 2019年3月17日閲覧。
5. ↑  “市外局番の一覧”.   総務省. 2019年1月6日閲覧。
6. ↑  “守山区の町名一覧”.   名古屋市 (2015年10月21日). 2019年5月8日閲覧。
7. ↑  総務省統計局 (2012年1月20日). “平成22年国勢調査の調査結果(e-Stat) - 男女別人口及び世帯数 －町丁・字等”. 2019年3月23日閲覧。
8. ↑  総務省統計局 (2017年1月27日). “平成27年国勢調査の調査結果(e-Stat) - 男女別人口及び世帯数 －町丁・字等”. 2019年3月23日閲覧。
9. ↑  “市立小・中学校の通学区域一覧”.   名古屋市 (2018年11月10日). 2019年1月14日閲覧。
10. ↑  “平成29年度以降の愛知県公立高等学校（全日制課程）入学者選抜における通学区域並びに群及びグループ分け案について”.   愛知県教育委員会 (2015年2月16日). 2019年1月14日閲覧。
11. ↑  “郵便番号簿 2018年度版” (PDF).   日本郵便. 2019年5月8日閲覧。

### 文献
1. ↑  守山区制50周年記念事業実行委員会 2013, p. 357.